# Jean-Pierre Rhyner
 Jean-Pierre Patrick Rhyner Pebe  (Zürich, 16 maart 1996) heeft de dubbele Zwitserse Peruviaanse nationaliteit.  Hij is een voetballer die doorgaans speelt als centrale verdediger.

## Clubcarrière
Hij volgde de jeugdklassen van Grasshopper Club Zürich en tekende ook daar zijn eerste professioneel contract voor het seizoen 2016-2017.  De ploeg speelde op dat ogenblik in de Super League.  Hij maakte zijn debuut op 25 augustus 2016 tijdens de met 2-0 verloren voorronde wedstrijd van de UEFA Europa League 2016/17 tegen Fenerbahçe SK.  Om hem meer spelminuten te gunnen werd hij vanaf 30 januari 2017 uitgehuurd aan FC Schaffhausen,  een ploeg uit de Zwitserse Challenge League.   Na een succesvol jaar keerde de speler op 8 januari 2018 terug naar Zürich, waar hij nog anderhalf jaar voetbalde.
Op 10 juli 2019 tekende hij een driejarig contract bij Cádiz CF, spelend in de Spaanse Segunda División A.  Hij speelde tijdens het seizoen 2018-2019 acht wedstrijden in de ploeg die met een tweede plaats de promotie naar de Primera División afdwong.  Dit lage aantal kwam door het feit dat hij zich tijdens de tweede speeldag blesseerde en bij zijn terugkeer speelde de ploeg op een zeer hoog niveau.  Enkel op het einde van het seizoen draaide het moeilijker en kreeg hij weer kansen. Om zijn ontwikkeling te promoten en hem meer spelmogelijkheden te geven, werd hij op 5 oktober 2020 uitgeleend aan nieuwkomer in de Segunda División A, FC Cartagena.  Hij debuteerde als titularis tijdens de negende speeldag in de met 2-1 verloren uitwedstrijd bij Girona FC. Tijdens de hele heenronde zou hij maar zeven optredens kennen en toen de ploeg ook nog met Toni Datković en Antonio Jesús Regal Angulo twee nieuwe ervaren centrale verdedigers inlijfde, besloten beide partijen de uitleen stop te zetten.  Op 16 januari 2021 werd hij tot het einde van het seizoen uitgeleend aan het Nederlandse FC Emmen., een ploeg uit de Eredivisie.  Zijn debuut op het hoogste Nederlandse niveau maakte hij op 6 februari na een invalbeurt in de 65ste minuut tijdens de met 0-1 verloren thuiswedstrijd tegen AZ Alkmaar.  Op het einde van het seizoen kon de ploeg uit Emmen haar behoud niet bewerkstelligen en de speler had ook geen basisplek kunnen afdwingen.  Daarom werd hij ook niet verlengd
Tijdens het seizoen 2021-2022 ging hij zijn geluk opzoeken bij het Griekse Volos NFC, een ploeg uit de Super League.  Hij zou er twee doelpunten tijdens vijftien competitieduels en twee bekerwedstrijden scoren.
Daarna was het vanaf seizoen 2022-2023 tijd voor een terugkeer naar Zwitserland en dat bij zijn bekende FC Schaffhausen, een ploeg uit de Zwitserse Challenge League.

## Internationale carrière
Met een Zwitserse  vader en Peruviaanse moeder verkreeg hij de dubbele nationaliteit.  Hij kon dan ook voor beide landen spelen.  In de jeugdreeksen speelde hij zowel voor Peru U20 en Zwitserland U20 en U21.
Rhyner werd opgeroepen voor de vierde en vijfde wedstrijd van de Zuid-Amerikaanse kwalificatierondes voor het Wereldkampioenschap voetbal in 2022 in Qatar. Op 12 november 2020 speelde Peru in Santiago de Chile tegen Chili in de CONCACAF kwalificatiefase voor de World Cup in Qatar, terwijl de ploeg op 17 november in Lima speelde tegen Argentinië. Rhyner kwam echter niet tot spelen toe.